# Yao Jie (Leichtathlet)
Yao Jie (chinesisch 姚 捷, Pinyin Yáo Jié; * 21. September 1990) ist ein chinesischer Leichtathlet, der sich auf den Stabhochsprung spezialisiert hat und aktuell Inhaber des Landesrekordes ist.

## Karriere
Erste internationale Erfahrungen sammelte Yao Jie bei der Sommer-Universiade 2011 in Shenzhen, bei der mit 5,10 m in der Qualifikation ausschied.
Nachdem er bei den Leichtathletik-Asienmeisterschaften 2015 in der chinesischen Stadt Wuhan im Stabhochsprung den fünften Platz belegt hatte, wurde er für die Leichtathletik-Weltmeisterschaften 2015 in Peking nominiert. In der Qualifikation verpasste er mit der neuen persönlichen Bestleistungen von 5,65 Meter das Finale. Nach den Weltmeisterschaften nahm er an den chinesischen Leichtathletik-Meisterschaften in Suzhou teil und gewann dort im Stabhochsprung seinen ersten chinesischen Meistertitel. Am 18. Mai 2016 stellte er bei der IAAF World Challenge in Peking mit 5,70 Meter eine neue persönliche Bestleistung auf und wurde von Zhongguo Aolinpike Weiyuanhui für die Olympischen Sommerspiele 2016 in Rio de Janeiro nominiert. Am 13. August 2016 verpasste er mit übersprungenen 5,60 Meter im Estádio Nilton Santos die Qualifikation für das Finale. Im Jahr 2017 startete er bei den Leichtathletik-Weltmeisterschaften in London und konnte sich am 6. August 2017 mit übersprungenen 5,60 Meter für das Finale qualifizieren. Im Finale legte er bei der Einstiegshöhe von 5,50 Meter einen Salto Nullo hin.
In der Hallensaison 2017/18 konnte er seine Hallenbestleistung zwei Mal verbessern. Nachdem er bereits am 13. Januar 2018 bei der Perche Elite Tour in der französischen Stadt Orléans seine Bestleistung auf 5,61 Meter gesteigert hatte, verbesserte er sie am 27. Januar bei der Perche Elite Tour in Rennes auf 5,62 Meter. An den Asienspielen 2018 im indonesischen Jakarta durfte er für China teilnehmen und gewann im Finale mit Überspringen von 5,50 Meter die Silbermedaille hinter dem Japaner Seito Yamamoto und vor dem Thailänder Patsapong Amsam-Ang. 2019 nahm er an den Weltmeisterschaften in Doha teil, schied dort aber ohne einen gültigen Versuch in der Qualifikation aus und auch bei den Asienmeisterschaften 2023 in Bangkok blieb er ohne eine gültige Höhe. Zuvor egalisierte er den chinesischen Rekord von 5,82 m, den er seither mit Xue Changrui teilt. Im August belegte er bei den Weltmeisterschaften in Budapest mit 5,75 m im Finale den neunten Platz. Anschließend belegte er bei den Asienspielen in Budapest mit 5,55 m den vierten Platz. Im Jahr darauf nahm er an den Olympischen Sommerspielen in Paris teil und verpasste dort mit 5,60 m den Finaleinzug. 
In den Jahren 2015 und 2020 sowie 2023 und 2024 wurde Yao chinesischer Meister im Stabhochsprung im Freien sowie 2023 in der Halle.